# Barat Daya
Barat Daya is een district in de Maleisische deelstaat Penang.
Het omvat het zuidwesten van het eiland Penang.
Het district telt 202.000 inwoners op een oppervlakte van 170 km².